# Шевченківка (Гайсинський район)
Шевче́нківка — село в Україні, у Теплицькій селищній громаді Гайсинського району Вінницької області. Населення становить 95 осіб.

## Історія
12 червня 2020 року, відповідно розпорядження Кабінету Міністрів України № 707-р «Про визначення адміністративних центрів та затвердження територій територіальних громад Вінницької області», село увійшло до складу Теплицької селищної громади.
19 липня 2020 року, в результаті адміністративно-територіальної реформи і ліквідації Теплицького району, село увійшло до складу Гайсинського району.